# Manuel Escorza del Val
Manuel Escorza del Val (Barcelona, 1912 - Valparaíso, Xile, 1968) fou un anarcosindicalista i més tard crític d'art.

## Biografia
Fill d'un membre de la CNT, patí de petit poliomielitis que l'obligà tota la vida a utilitzar crosses per desplaçar-se. Militant de les Joventuts Llibertàries participà a l'inici de la Guerra Civil espanyola en l'assemblea de la CNT-FAI on defensà l'ús del govern de la Generalitat de Catalunya com a instrument per a legitimar la socialització de la indústria i la col·lectivització del camp.
El juliol del 1936 era ja el màxim responsable dels Serveis de Contraespionatge de la CNT-FAI, des d'on va eliminar qualsevol persona que considerés enemiga del moviment utilitzant les temudes Patrulles de Control, o fins i tot mitjançant criminals habituals. El ressò internacional que va tenir el terrorisme revolucionari (sobretot a la premsa més conservadora europea) va obligar a la CNT-FAI a constituir una comissió investigadora d'aquests excessos: en formaven part Abad de Santillán, Federica Montseny, el Marianet i Fidel Miró, però la dirigia el mateix Manuel Escorza. La brutalitat dels seus mètodes era admesa tant per part de llurs correligionaris com per altres polítics: Montseny deia que li provocaven "cierta inquietud por no decir angustia"; el cenetista Garcia Oliver el qualificà a la seva autobiografia com un "tullido lamentable, tanto de cuerpo como de alma"; i Joan Pons Garlandí (ERC) el veia com el "cap dels incontrolats de la FAI". Però cal remarcar també que la repressió d'Escorza no es va limitar només als suposats facciosos (sospitosos de simpatitzar amb el bàndol nacional), sinó que també va acabar amb alguns dels criminals de la mateixa CNT: va fer executar Josep Gardenyes i Manuel Fernández, acusats d'haver utilitzat l'assassinat per venjar-se dels seus acusadors durant la Dictadura de Primo de Rivera Escorza va dur a terme la seva activitat des d'un despatx de la Via Laietana (el luxós domicili expropiat a Francesc Cambó), a on hi tenia el seu enorme arxiu de fitxes tant de les personalitats de dretes com dels criminals del seu sindicat. De fet Joan Pons va denunciar l'existència d'un grup coordinat de repressió i extorsió format per Escorza, Aurelio Fernández, Dionís Eroles i Eduardo Barriobero.
El fracàs de les converses entre la CNT i el president de la Generalitat Lluís Companys (empreses pel conseller Pere Herrera i ell mateix) va desembocar en els enfrontaments armats dels Fets de Maig de 1937. A partir d'aquest moment els cossos de seguretat legals recobraren el control de la seguretat ciutadana, fet que va reduir dràsticament les activitats de la seva txeca. Durant els dies següents aquests cossos de seguretat procediren a desarmar les patrulles de control, a vegades havent-se d'enfrontar violentament amb la CNT (molt probablement Manuel Escorza tingué un paper rellevant en aquesta resistència).
El 1939 s'exilià a Xile i visqué a Valparaíso exercint de crític teatral, de cinema, literari i d'art als diaris La Unión i La Estrella, on firmava amb el cognom matern: M. del Val. La seva única filla és la poeta xilena resident a l'Argentina Nuri Escorza Balasch.